# Поліська сільська рада (Ізяславський район)
Полі́ська сільська́ ра́да — адміністративно-територіальна одиниця та орган місцевого самоврядування в Ізяславському районі Хмельницької області. Адміністративний центр — село Поліське.

## Загальні відомості
Поліська сільська рада утворена в 1944 році.
- Територія ради: 20,785 км²
- Населення ради: 704 особи (станом на 2001 рік)

## Населені пункти
Сільській раді підпорядковані населені пункти:
- с. Поліське

## Склад ради
Рада складається з 12 депутатів та голови.
- Голова ради: Степанюк Надія Андріївна
- Секретар ради: Прокопивнюк Любов Миколаївна

### Керівний склад попередніх скликань
| Прізвище, ім'я, по батькові | Основні відомості                                                                        | Дата обрання | Дата звільнення |
| --------------------------- | ---------------------------------------------------------------------------------------- | ------------ | --------------- |
| Янчук Сергій Іванович       | Сільський голова, 1961 року народження, член Української республіканської партії «Собор» | 26.03.2006   | 31.10.2010      |
| Степанюк Надія Андріївна    | Сільський голова, 1960 року народження, освіта середня спеціальна, позапартійна          | 31.10.2010   |                 |

Примітка: таблиця складена за даними сайту Верховної Ради України

### Депутати
За результатами місцевих виборів 2010 року депутатами ради стали:

#### За суб'єктами висування
| Суб'єкт висування | Кількість обраних депутатів | %    |
| ----------------- | --------------------------- | ---- |
| Партія регіонів   | 6                           | 50   |
| Народна партія    | 5                           | 41,7 |
| Самовисування     | 1                           | 8,3  |

#### За округами
| № округу        | Прізвище, ім'я, по батькові      | Дата визнання обраним | Освіта  | Партійна приналежність | Відомості про обраного депутата                                    |
| --------------- | -------------------------------- | --------------------- | ------- | ---------------------- | ------------------------------------------------------------------ |
| Народна Партія  |                                  |                       |         |                        |                                                                    |
| 1               | Франкова Наталія Василівна       | 04.11.2010            | вища    | член Народної партії   | ТОВ «Поліське», директор                                           |
| 2               | Депутат Віктор Станіславович     | 04.11.2010            | середня | член Народної партії   | ТОВ «Поліське», електрик                                           |
| 8               | Пазичук Марія Василівна          | 04.11.2010            | вища    | член Народної партії   | Поліська сільська рада, бухгалтер                                  |
| 11              | Колодчук Валентина Іванівна      | 04.11.2010            | середня | член Народної партії   | приватний підприємець                                              |
| 12              | Прокопивнюк Олександр Михайлович | 04.11.2010            | середня | член Народної партії   | Поліська загальноосвітня школа І-ІІІ ст., оператор електроопалення |
| Партія регіонів |                                  |                       |         |                        |                                                                    |
| 3               | Стешин Андрій Олегович           | 04.11.2010            | вища    | позапартійний          | с. Поліське, священослужитель                                      |
| 4               | Семенюк Василь Васильович        | 04.11.2010            | вища    | позапартійний          | КП «Поліське», директор                                            |
| 5               | Прокопивнюк Любов Миколаївна     | 04.11.2010            | вища    | позапартійна           | Поліська сільська рада, секретар                                   |
| 6               | Корнєєва Ніна Іванівна           | 04.11.2010            | вища    | позапартійна           | Поштове відділення зв'язку, оператор                               |
| 7               | Гуц Олександр Васильович         | 04.11.2010            | середня | позапартійний          | ТОВ «Поліське», слюсар                                             |
| 10              | Прокопивнюк Марія Василівна      | 04.11.2010            | середня | позапартійна           | пенсіонер                                                          |
| Самовисування   |                                  |                       |         |                        |                                                                    |
| 9               | Рудюк Петро Андрійович           | 04.11.2010            | середня | позапартійний          | ПП «Ізяславмолпродукт», водій                                      |

## Господарська діяльність
Основним видом господарської діяльності населеного пункту сільської ради є сільськогосподарське виробництво. Воно складається із товариства з обмеженою відповідальністю «Поліське» і індивідуальних селянських (фермерських) господарств. Основним видом сільськогосподарської діяльності є вирощування зернових культур, допоміжним — виробництво м'ясо-молочної продукції і овочевих культур.